# توزيع منفصل

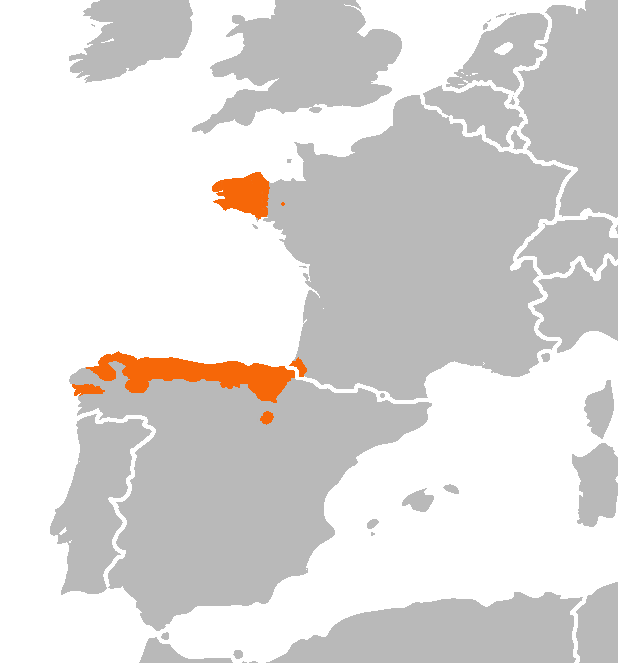
مثال للتوزيع المُنفصل لدى حلزون كامبار.

في علم الأحياء، الصنف الذي له توزيع منفصل هو مجموعة تحتوي على مجموعتين أو أكثر مرتبطتين، ولكن منفصلتين عن بعضهما البعض جغرافياً. تتنوع الأسباب لذلك، لكن هذا يوضح ما إذا كان نطاق النوع يتوسع أو يتقلص.

## تجزئة النطاق
تعرف تجزئة النطاق بأنها توزيعات منفصلة ناتجة عن التغيرات البيئية، مثل تكوين الجبال، الانجراف القاري، وارتفاع في مستويات سطح البحر، وقد يحدث أيضا نتيجة توسيع الكائن الحي لنطاقه الى مناطق جديدة وذلك بأساليب  مثل الانتشار المحيطي أو انتقال كائنات جديدة لموقع جديد (يمكن نقل بذور النبات بواسطة الطيور والحيوانات عند استهلاكها، ثم انتقال هذه الطيور والحيوانات الى اماكن جديدة عن طريق الهجرة، ثم تنبتهذه البذور في اماكن جديدة عن خروجها مع البراز). من الظروف الاخرى التي تسبب التوزيع المنفصل: الفيضانات، تغير اتجاه الرياح، الجداول المائية، جريان التيارات المائية، بالاضافة عوامل اخرى مثل ادخال الانواع الاجنبية الى بيئة مختلفة عن طريق البشر سواء بشكل متعمد أو خاطئ (الزراعة والبستنة).

## تجزئة الموطن/الموائل
يمكن أن تحدث التوزيعات المنفصلة عندما تكون الموائل المناسبة مجزأة والتي ينشأ عنها مجموعات مجزأة، وعندما يصبح هذا التجزؤ شديد التشعب لدرجة تعطل حركة الأنواع بين الموائل المناسبة، يمكن أن ينشأ عندها المجموعات المنعزلة. يتسبب الانقراض في التوزيعات المنفصلة، خصوصا في المناطق المبعثرة الصالحة لمعيشة الانواع، على سبيل المثال: سلاسل الجزر، أو ارتفاعات محددة على طول السلاسل الجبلية، أو المناطق الساحلية، او المناطق الواقعة بين مسطحات مائية مثل الجداول والبرك والبحيرات.

## أمثلة
هناك الكثير من الانماط للتوزيعات المنفصلة على عدة مستويات: التوزع الايراني-التركي، أوروربا-شرق آسيا، أوروبا-جنوب أفريقيا (مثل جنس الخلنج genus Erica)، منفصل البحر الابيض المتوسط هوغارت (جنس الزيتون genus Olea) وغيرها.

### التوزيع اللوزيتاني
تظهر خريطة نطاق سبيكة كيري (بالانجليزي: Geomalacus maculosus) توزيعاً لوزيتانياً. يطلق عادة على هذا النوع من التوزيع المنفصل للأنواع، مثل الذي يظهر في ايبيريا وايرلندا، بدون أي مواقع وسيطة ، بالتوزيع اللوزيتاني (سمي بذلك على اسم مقاطعة لوسيتانيا الرومانية ، والتي تقابل البرتغال حاليا).
من الامثلة على الحيوانات التي تتبع التوزيع اللوزيتاني: سبيكة كيري (بالانجليزي: Geomalacus maculosus) وحلزون برانس الزجاجي (بالانجليزي: Semilimax pyrenaicus). تشمل الانواع النباتية الواقعة تحت هذا التوزيع العديد من أنواع نبات الخلنج مثل الكالونا (بالانجليزي:Calluna spp)، وأشجار الفراولة مثل قطلب أونيدو (بالانجليزي: Arbutus unedo).
النظرية خلف اسم (لوسيتانيا) قد فقدت مصداقيتها في الوقت الحالي، حيث افترضت وجود كتلة أرضية جليدية خالية  قرب جنوب غرب ايرلندا والتي كانت بمثابة ملجأ خلال الدور الجليدي الرابع (الاخير). في هذا الملجأ، نجت بقايا الحيوانات والنباتات التي بقيت من فترة سابقة خالية من الجليد حتى الفترة الحالية بين المناطق الأكثر دفئًا. على الرغم من أن هذه النظرية لم تعد مقبولة، الا ان مصطلح (اللوزيتاني) ما زال قد الاستخدام عند وصف التوزيعات الحيوانية مثل سبيكة كيري.
تم تطوير تفسير أفضل في الاونة الاخيرة لتفسير توزيع سبيكة كيري والعناصر الحيوانية الاخرى المشابهة في جنوب غرب ايرلندا. يدعم اكتشافين حديثين هذه النظرية: التشابهات الجينية لكثير من حيوانات ايرلندا وشمال اسبانيا، والتشابهات الجينية بين البشر في ايرلندا وشمال اسبانيا.
فحص ماسكريتي (Mascheretti)  وأخرون عام 2003، الانماط الجينية لزبابة أوراسية قزمة (Eurasian pygmy shrew)، وهو حيوان ثديي صغير عبرت مجموعاته لأوروبا. أظهر السكان الأيرلنديون تقارب وراثي مع سكان أندورا ولكن ليس لبريطانيا أو أماكن أخرى في أوروبا. أظهر التركيب الجيني للتعداد السكاني أن تعداد الزبابة القزم الأوراسي القزم في ايرلندا قد نشأوا من حدث مؤسس واحد. واستنتج المؤلفون أنه قد تم إدخاله في العصر الحجري المبكر (العصر الحجري القديم) أو العصر الحجري الأوسط (الميزوليتي) ، عن طريق القوارب التي ربما جاءت من جنوب غرب أوروبا.  يتوافق هذا مع البحث الذي تم على البشر، والذي وجد تشابها وراثيا قويا في التركيب الجيني بين سكان غرب ايرلندا وشمال اسبانيا. ويمكن تفسير ذلك من خلال الهجرة البشرية التي حدثت من إسبانيا إلى أيرلندا في أواخر العصر الحجري القديم أو أوائل العصر الحجري الوسيط. ويرجح بشكل كبير أن الكثير من التوزيع اللوزيتاني الحيواني الايرلندي هو في الواقع اثار ناتجة عن فترة التوسع البشري في الفترات الاولى من بعد العصر الجليدي. بعبارة أخرى، فمن المحتمل أن هذه الأنواع قد تم إدخالها عن طريق الخطأ مع السلع التجارية أو البضائع التي تم إحضارها بالقوارب من ايبيريا.